# Loose lips sink ships

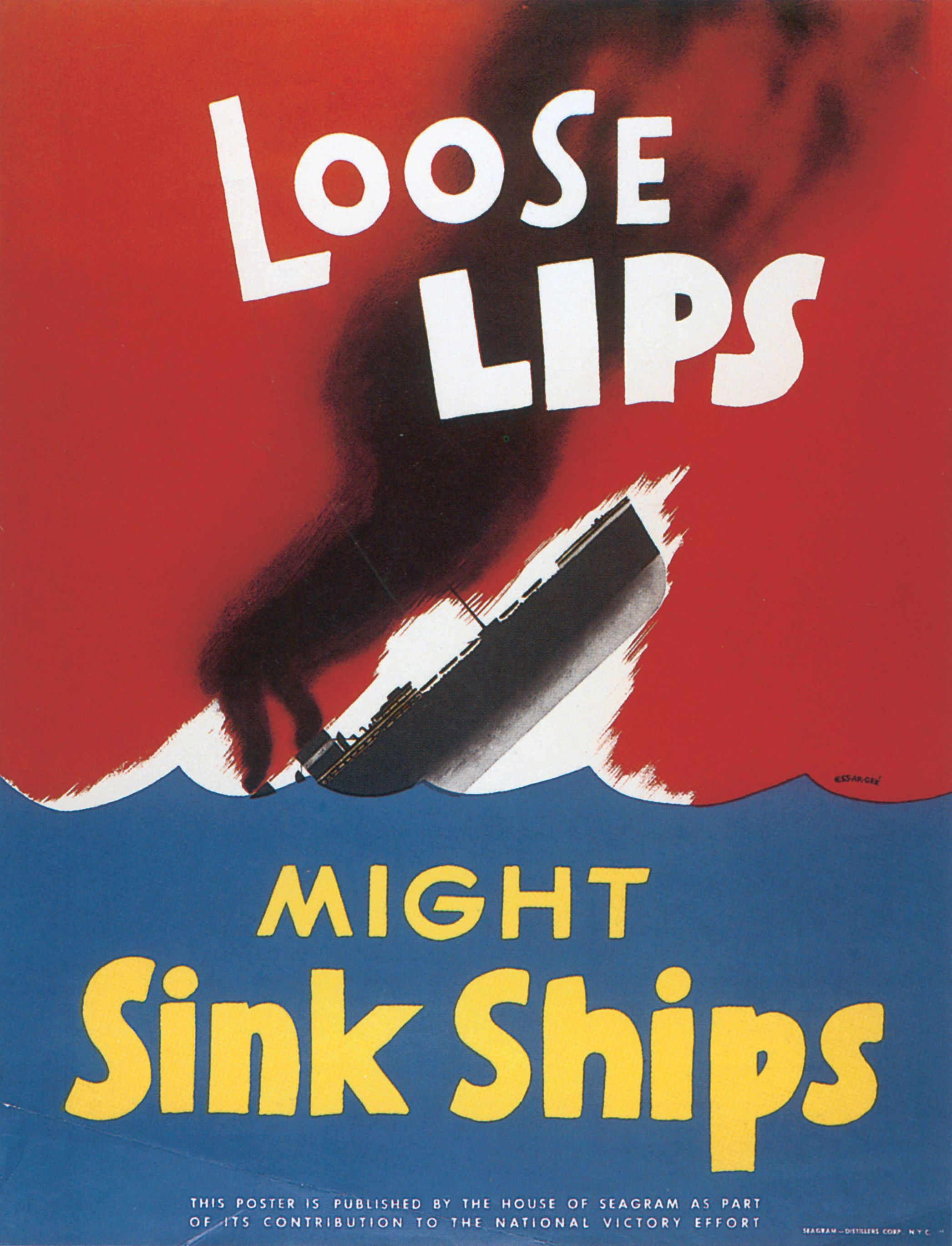
Постер Второй мировой войны, автор Сеймур Р. Гофф. Первый плакат с вариантом этой фразы. Был напечатан корпорацией Seagram Distillers для размещения в барах

Loose lips sink ships — идиома в американском английском, означающая «остерегайтесь неосторожных разговоров», соответствующая советскому плакату «Болтун — находка для шпиона». Фраза впервые появилась на агитационных плакатах Второй мировой войны. Была создана Военным советом по рекламе и использовалась на плакатах Управления военной информации США.
Плакат предупреждал военнослужащих и других граждан избегать неосторожных разговоров, которые могут подорвать усилия военных и был частью общей кампании американской пропаганды во время Второй мировой войны. Подобных лозунгов было много, но «Loose lips sink ships» вошел в американский английский как идиома, означающая предостережение о необходимости избегать небрежные разговоры. Британский аналог был «Careless Talk Costs Lives» и варианты фразы «Keep mum», в нейтральной Швеции Государственный информационный совет продвигал игру слов «en svensk tiger» (шведское слово «tiger» означает и «тигр», и «молчать»). Германия использовала «Schäm Dich, Schwätzer!» (Позор тебе, болтун).
Но эксперты по пропаганде и историки утверждают, что главная цель этих и подобных плакатов заключалась в том, чтобы напугать людей, чтобы они не распространяли слухи (или правду), содержащие плохие новости, которые могли бы навредить моральному духу и создать напряженность между группами американцев, поскольку Федеральное бюро расследований (отвечающее за борьбу с вражескими шпионами) задержало ключевых агентов в июне 1941 года, чтобы нация «вступила в войну с уверенностью в том, что в американском обществе нет ни одной скрытой крупной немецкой шпионской сети». С точки зрения Белого дома, ФБР удалось практически покончить с угрозой немецкого шпионажа. Историк Джозеф Э. Персико утверждает, что ФБР «практически за ночь закрыло вопрос о немецком шпионаже в Соединённых Штатах».
Историк Д’Анн Кэмпбелл утверждает, что целью плакатов, пропаганды и цензуры солдатских писем военного времени было не помешать шпионам, а «как можно сильнее ограничить слухи, которые могли бы привести к разочарованию, отчаянию, забастовкам и всему остальному, что могло бы сократить военное производство».